# Estación Higashi-Ogu-Sanchōme
La estación Higashiogu-Sanchome (東尾久三丁目停留場 Higashiogu-Sanchōme-teiryūjō?) de la línea Toden Arakawa, pertenece al único sistema de tranvías de la empresa estatal Toei, y está ubicada en el barrio especial de Arakawa, en la prefectura de Tokio, Japón.

## Sitios de interés
- Parque Ogunohara
- Novena escuela intermedia de Arakawa
- Hospital Jōchikōsei
- Escuela privada del norte de Toshima